# Forrabury and Minster
Forrabury and Minster est une paroisse civile des Cornouailles, en Angleterre.